# Anatomisches Theater

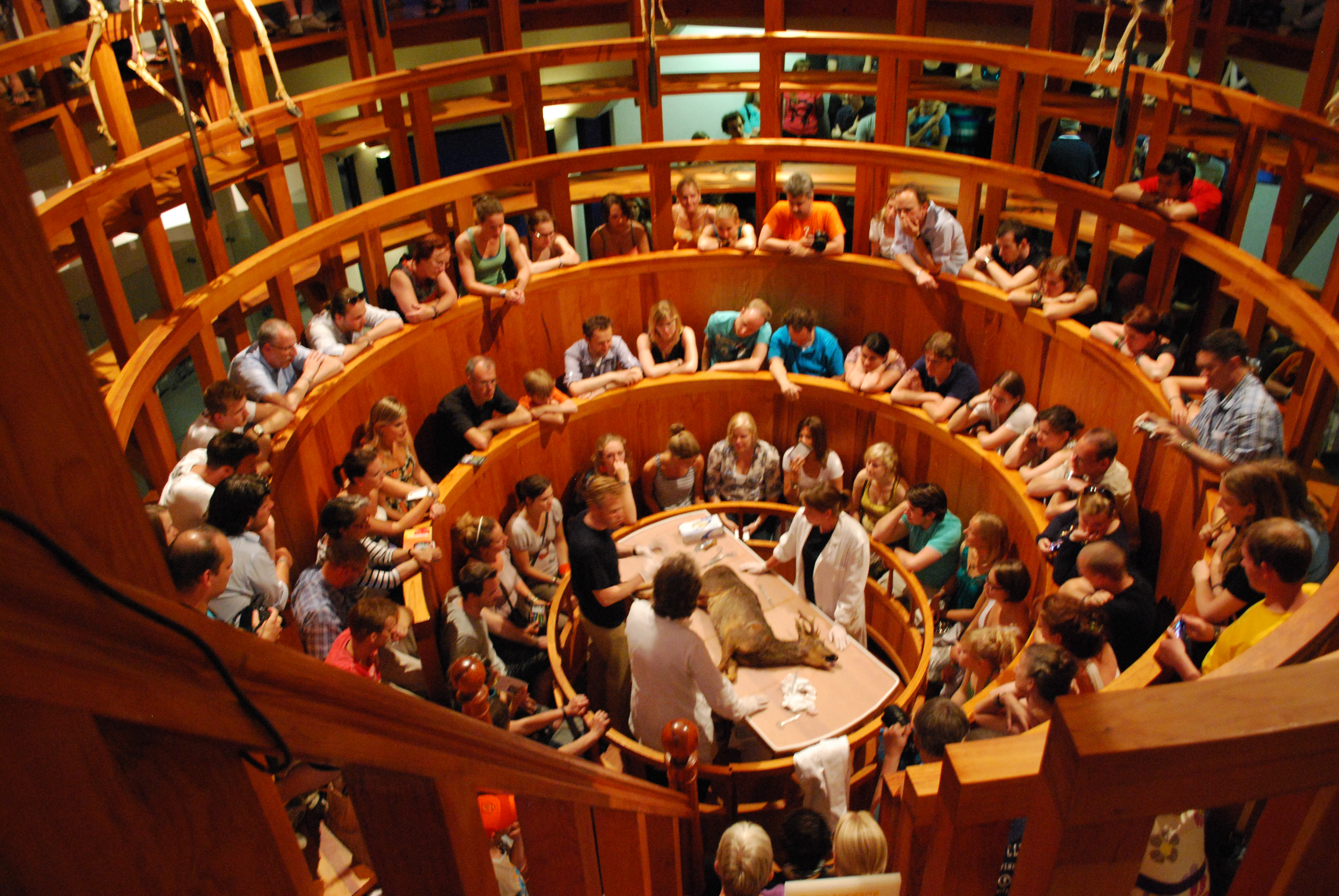
Anatomisches Theater (Rekonstruktion) im Museum Boerhaave (2010)

Anatomisches Theater (lateinisch Theatrum anatomicum; von griechisch theatron, ‚Schaubühne‘) bezeichnet einen Raum oder Hörsaal mit tribünenartiger Anordnung der Zuschauerplätze und freier Sicht auf einen Tisch, auf dem anatomische Demonstrationen bzw. Sektionen (Zergliederungen) stattfanden. Der im 16. und 17. Jahrhundert auch als Buchtitel (vgl. Caspar Bauhin) verwendete Begriff war als Terminus im 18. und 19. Jahrhundert gebräuchlich. Die Namensgebung nimmt Bezug auf die mit dem Sektionstisch versehene „Bühne“, von der sich ringsherum, ähnlich einem Amphitheater, die Sitzreihen für die Zuschauer erheben.

## Herkunft
Bereits Anfang des 14. Jahrhunderts fanden öffentliche Obduktionen statt. Diese für Fakultätsmitglieder, Studenten und Mitglieder der Obrigkeit theatralisch inszenierten Schaustellungen fanden aber meist einfach unter freiem Himmel beispielsweise auf Friedhöfen statt. Um 1484 verlagerte man diese Sektionen jedoch häufig in Universitätsgebäude, um die Zuschauer nicht der Witterung auszusetzen. 1540 entstand für eine Obduktion unter der Leitung von Andreas Vesalius ein „temporäres theatrum anatomicum“. Erst gegen Ende des 16. Jahrhunderts jedoch werden Ideen des Anatomen und Medizinprofessors Alexander (oder Alessandro) Benedetti (* um 1450; † 31. Oktober 1512) umgesetzt und anatomische „Schaubühnen“ fest in den Universitäten installiert. Allerdings dauerte es noch bis ins 18. Jahrhundert, bis diese auch mit zufriedenstellenden Belüftungs- und Heizsystemen sowie effektiver Beleuchtung ausgestattet wurden.
Die Dauer einer Sektion schwankt zwischen Aufzeichnungen, in denen von drei Tagen erzählt wird, bis hin zu Zeugnissen, die von mehreren Wochen berichten. Hierbei gab es sowohl Obduktionen menschlicher Körper als auch von Tierkörpern.

## Architektur
Entscheidende Kriterien bei der Architektur und dem Bau des anatomischen Theaters waren die Perspektive, Rahmung und die Sicht. Ebenso von Bedeutung waren die Anordnung des Raumes sowie die Raumbedingungen.

## Der Anatomieraum des Mittelalters
Im Mittelalter existierte noch keine feste Theaterarchitektur. Es gibt eine enge Verbindung zwischen den anatomischen Theatern und der Geschichte der Anatomie bzw. der Lehranatomie als Teil der medizinischen Lehre. Seit dem Hochmittelalter war der anatomische Lehrunterricht fest an den Universitäten des Abendlandes verankert, allerdings zunächst als reine „Buchwissenschaft“ basierend auf den Schriften antiker Gelehrter und einer rein theoretischen Lehrweise, die keine besonderen Anforderungen an den Raum stellte.
Man verwendete deshalb zufällig verfügbare Räume und richtete sie je nach dem Zweck um. Manchmal fanden die Sektionen aber auch im Freien und unter improvisierten Bedingungen statt. Um die Sektion vollrichten zu können, genügten ein Pult für den vortragenden Magister und ein langer Tisch für den Leichnam. Die Anatomia publica wurde in der Regel im Winter durchgeführt, da die tiefen Temperaturen eine längere Haltbarkeit der Leichen ermöglichten.
Der Leichnam diente dabei nicht der eigenen Untersuchung durch den Sezierenden, sondern der Veranschaulichung der vorgetragenen Lehrtexte.
Die oft geltende Annahme, dass Sektionen durch die katholische Kirche verboten wurden, lässt sich nicht bestätigen. Es kann jedoch von einer Zurückhaltung gegenüber der praktischen Ausübung von Anatomie ausgegangen werden, die beispielsweise durch kritische Äußerungen des Kirchenvaters Augustinus gefördert wurde, sodass Sektionen nur sehr selten stattfanden. Der Ablauf der Lehranatomien folgte einem festen Rahmen, die Veranstaltung wurde durch die Obrigkeit geregelt. Bei den verwendeten Leichnamen handelte es sich meist um zum Tode verurteilte Personen, die aus einer anderen Stadt stammten. Anschließend wurden für eine würdevolle Beerdigung gesorgt und Messen für die Verstorbenen gelesen.

## Der Anatomieraum der Frühen Neuzeit
Für die öffentliche Zurschaustellung und die öffentliche Präsentation von medizinischen und wissenschaftlichen Erkenntnissen wurden die Räumlichkeiten mit Beginn des 14. Jahrhunderts immer wichtiger. Ein in Basel vom Rat der Stadt für Caspar Bauhin eingerichtetes Theatrum anatomicum war ein Demonstrationssaal für den anatomischen Unterricht. Wichtige Veränderungen (unter Einfluss der Philosophie, Religion usw.) wurden vorangetrieben und führten schließlich im 16. Jahrhundert zu einem grundlegenden Wandel für die Anatomie und den Anspruch an die Räumlichkeiten.
Die ersten Vorschläge zu einem anatomischen Theater stammten von Alessandro Benedetti, einem Chirurgen, der 1502 über den paradigmatischen Entwurf eines Anatomieraumes schrieb. Er war vermutlich Professor der Anatomie in Venedig, wo bereits seit 1368 jährlich Sektionen durchgeführt wurden. Benedetti betonte den Nutzen der eigenen Beobachtungen gegenüber dem Studium der Schriften und begründete den medizinischen Sinn der Sektionen mit dem möglichen Erkenntnisgewinn zu Ursachen von Krankheiten. Bei der architektonischen Gestaltung orientierte er sich an den ovalen Grundrissen antiker Bauten wie des Colosseums in Rom oder der Arena in Verona. Wichtig waren ihm ein gut gelüfteter Raum und eine kreisrund angeordnete Sitzordnung, durch die möglichst viele Zuschauer untergebracht werden konnten. Ein Aufseher sollte verhindern, dass die Vortragenden gestört wurden. Für eine bessere Sicht auf den Leichnam schlug Benedetti einen erhöhten Tisch vor. Die Zeit für den Beginn und das Ende der Sektion musste festgelegt werden, damit die Aufgabe beendet war, bevor die Leiche verweste. Eine bestimmte Anordnung, also Dramaturgie, hing vom Zustand der Leiche ab.

“A temporary dissecting theater must be constructed in an ample, airy place with seats placed in a hollow semicircle, such as can be seen at Rome and Verona, of such a size as to accomondate the spectator and to prevent the crowd from disturbing the surgeons with the knives, completing the dissection.”

Der französische Anatom und Buchdrucker Charles Estienne verfolgte ähnliche Vorstellungen wie Benedetti, baute aber auf einen halbrunden Zuschauerraum. Er schlug einen drehbaren Tisch vor, um dem ganzen Publikum Sicht auf den Leichnam zu ermöglichen. Er strebte gute optische und akustische Verhältnisse für jeden Anwesenden im Saal an. Um das zu erreichen, erarbeitete er für Theater im Freien das Aufspannen von Wachstüchern und schlug vor, einzelne Körperteile durch den Saal tragen zu lassen. Ein Vorsteher des Anatomischen Theaters in Paris war Jacques Jean Bruhier, der 1742 Jacob Winslows Dissertation in französischer Übersetzung (Dissertation sur l’incertitude des signes de la mort et abus des Enterremens et Embaumemens précipité) herausgab.

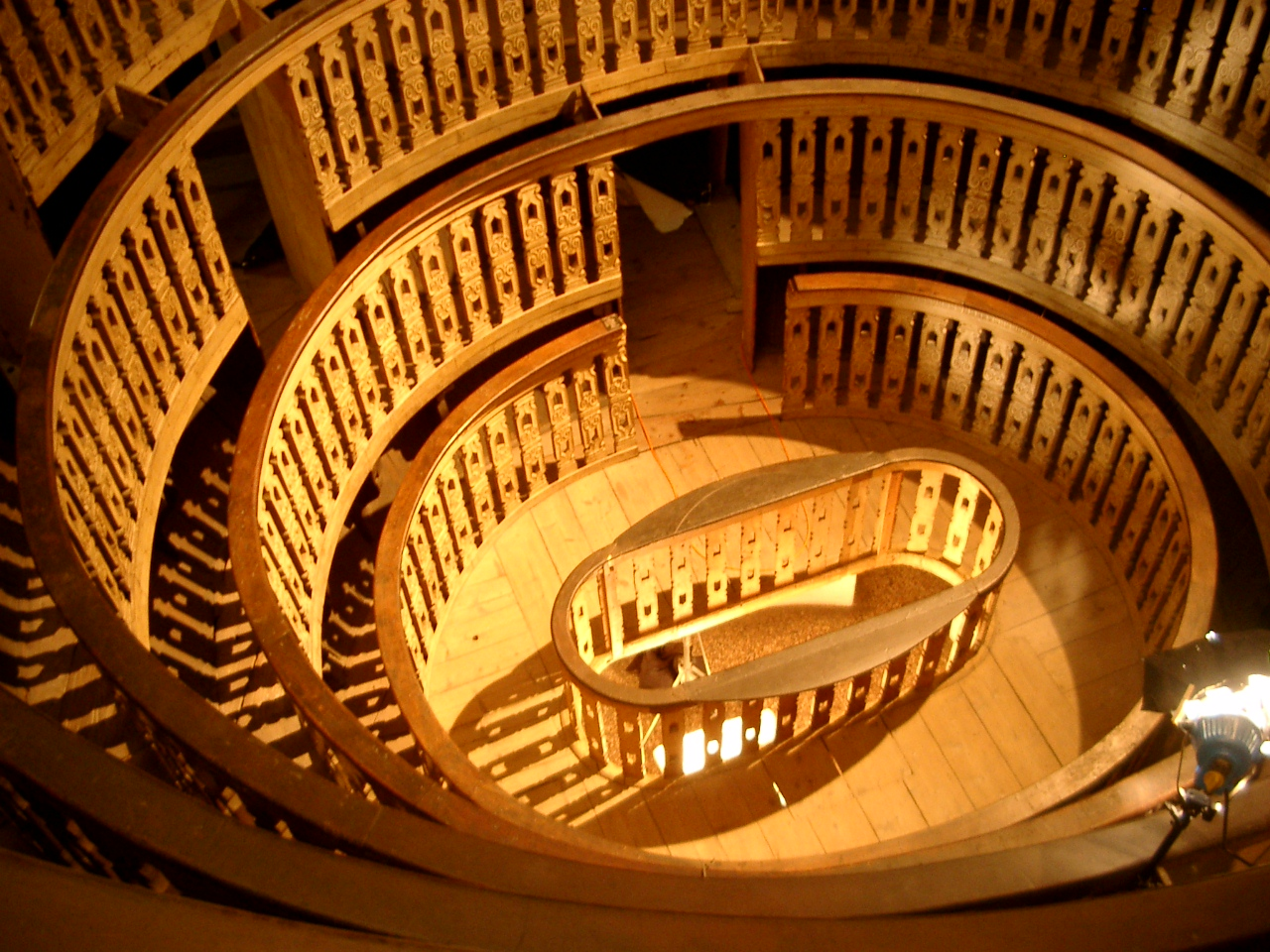
Theatrum anatomicum der Universität Padua heute, konstruiert auf Initiative von Girolamo Fabrizio

## Beispiele berühmter anatomischer Theater
Die beiden berühmtesten Anatomieräume befinden sich in Padua (1594) und Bologna (1637). In den Universitäten dieser Städte wurden bereits im 15. Jahrhundert provisorische Anatomische Theater aus Holz verwendet. Für die Anatomie-Theater wurde das römische Verständnis von griechischer Theaterarchitektur (römisch-antikes Amphitheater) herangezogen. Die amphitheatralische Form des Benedictus ist das räumliche Leitmotiv dieses Raumtypus. Ein wichtiger Grund für die Errichtung von Anatomietheatern war der Wunsch danach, dem Akt der Sektion eine würdige Umgebung zu schaffen. Zunächst wurden nur ephemere Holzkonstruktionen in schon bestehenden Universitäten gebaut. Dass die Räumlichkeiten aus Holz konstruiert worden, lag unter anderem daran, dass ein anderer Baustoff für solche Arten der Bauweise nicht zur Verfügung standen. Zum anderen hatte das Holz den Vorteil, dass es den Geruch absorbierte.
Die meisten Autoren verstehen unter dem Anatomischen Theater einen „Raum mit steigendem Gestühl, um den Zuschauern einen zu demonstrierenden Vorgang deutlich vor Augen führen zu können.“

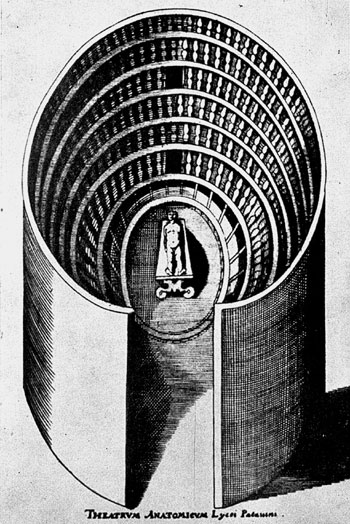
Anatomisches Theater in Padua nach einer Gravur von 1654

### Padua (1594)
Das Padua-Modell ist von praktisch-wissenschaftlichen Bedingungen ausgegangen, ist also eher zweckmäßig konstruiert worden. Es gilt als erstes fest eingebautes anatomisches Theater. Das Theater wurde in die Universität temporär eingebaut. Der Raum war elliptisch und 12 Meter hoch. Die sechs Sitzreihen waren steil ansteigend, wodurch man seinen Platz nur schwer erreichen konnte. Es war Platz für circa 500 Zuschauer. Den Vorrang hatte bei diesem Grundriss vor allem die Funktionstüchtigkeit.
Im Mittelpunkt und an der tiefsten Stelle des hölzernen Einbaus stand ein Demonstrationstisch, mit dem zu sezierenden Leichnam. Die unterste Sitzreihe umschließt den Demonstrationsplatz. Diese Anordnung erinnert stark an das griechische Theater. Dadurch ähnelt der Anatomieraum stark einer Art Festsaal. Da in diesem Bau keine Fenster eingebaut waren, verwendete man Kerzen für die Beleuchtung des Raumes. Das hatte den Nachteil, dass sich der Raum stark erhitzte und es an Frischluft fehlte. Der Name des Architekten dieser Form des Theaters ist unbekannt.

### Bologna (1637)
Das Bologna-Modell ist von einer dekorativen Idee ausgegangen und hatte eher eine repräsentative Funktion. Konstruiert wurde diese Form eines anatomischen Theaters von dem Architekten Antonio Levanti. Der rechteckige Raum bot viel mehr Ausstattung als in Padua. Er wurde aus Tannenholz hergestellt. Der Seziertisch war mit einer Rüstung umrandet und dadurch von den Rängen getrennt. Teilweise war der Tisch auch dreh- und versenkbar. Durch die kreisförmig angeordneten Sitzreihen um den Seziertisch herum, bot die Anordnung des Raumes eine bessere Sicht für die Zuschauer, als in Padua. Außerdem verfügte es über Nebenkabinette für die Präparation. Diese Form eines repräsentativen Theaters wurde nur einmalig nachgeahmt. Nur das anatomische Theater in Ferrara aus dem Jahr 1731 erinnert an das Bologna-Modell und dessen Grundriss und Ausstattung.

### Amsterdam (1691)
Das anatomische Theater ist durch eine Arenabühne, einer Umrandung des Tisches und einer Kuppel, die von kleinen Fenstern durchbrochen ist, gekennzeichnet.

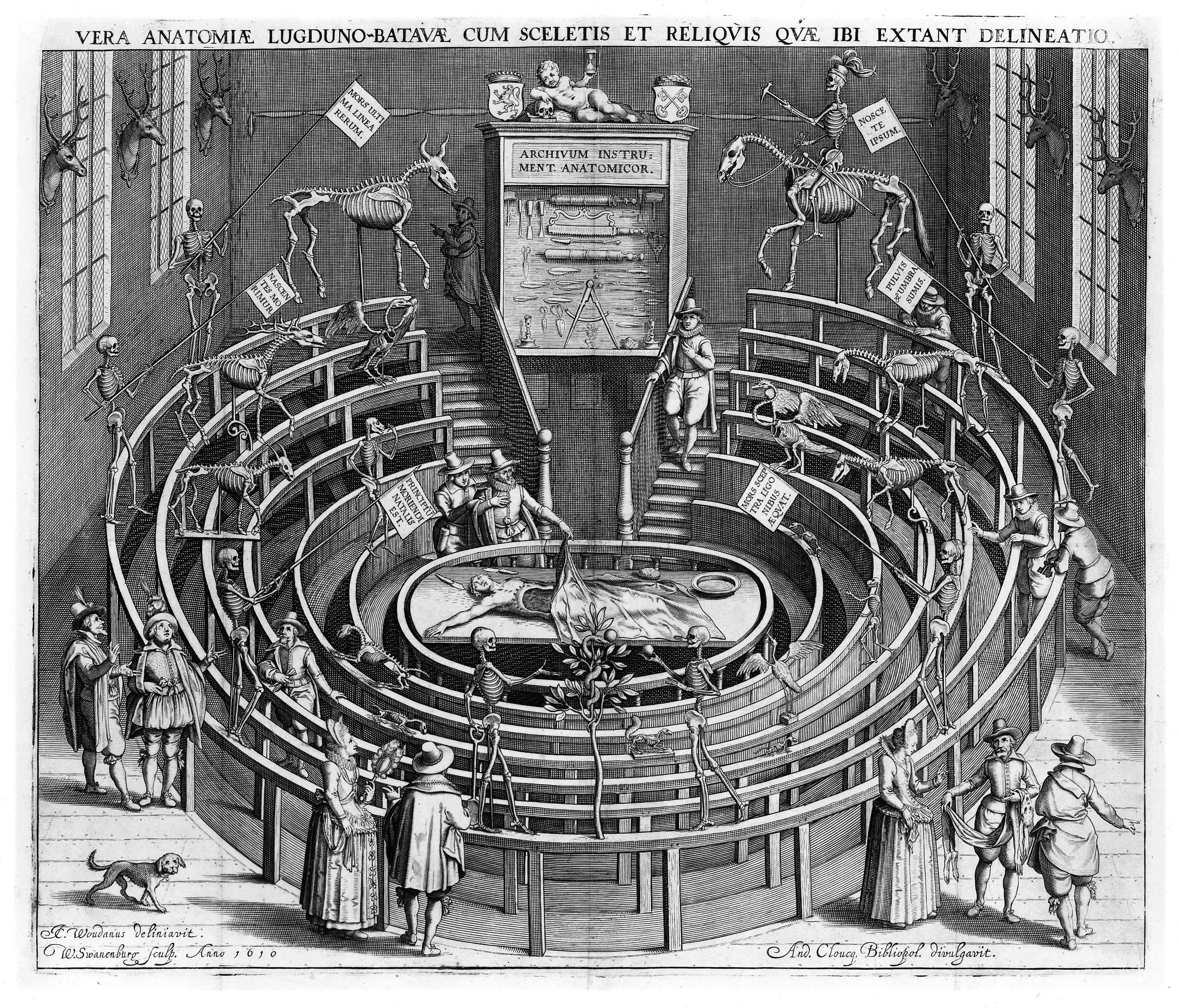
Anatomisches Theater der Universität Leiden, 1610

### Leiden (1579)
Um 1700 nimmt Leiden eine ähnlich führende Rolle wie Padua 100 Jahre zuvor, ein. Die Ausstattung ist sehr nüchtern gehalten.
Es verfügt über drei Reihen zum Stehen. Das Besondere an dem Raum in Leiden waren die hoch eingebauten Fenster auf der linken und rechten Seite, die den Raum mit Tageslicht ausstatteten. Jedoch stellte sich diese Lösung nicht als optimal dar, da das Tageslicht für Gegenlicht und für Schatten sorgte, welche die Sicht auf die Leiche erschwerten.

### Upsala (1662)

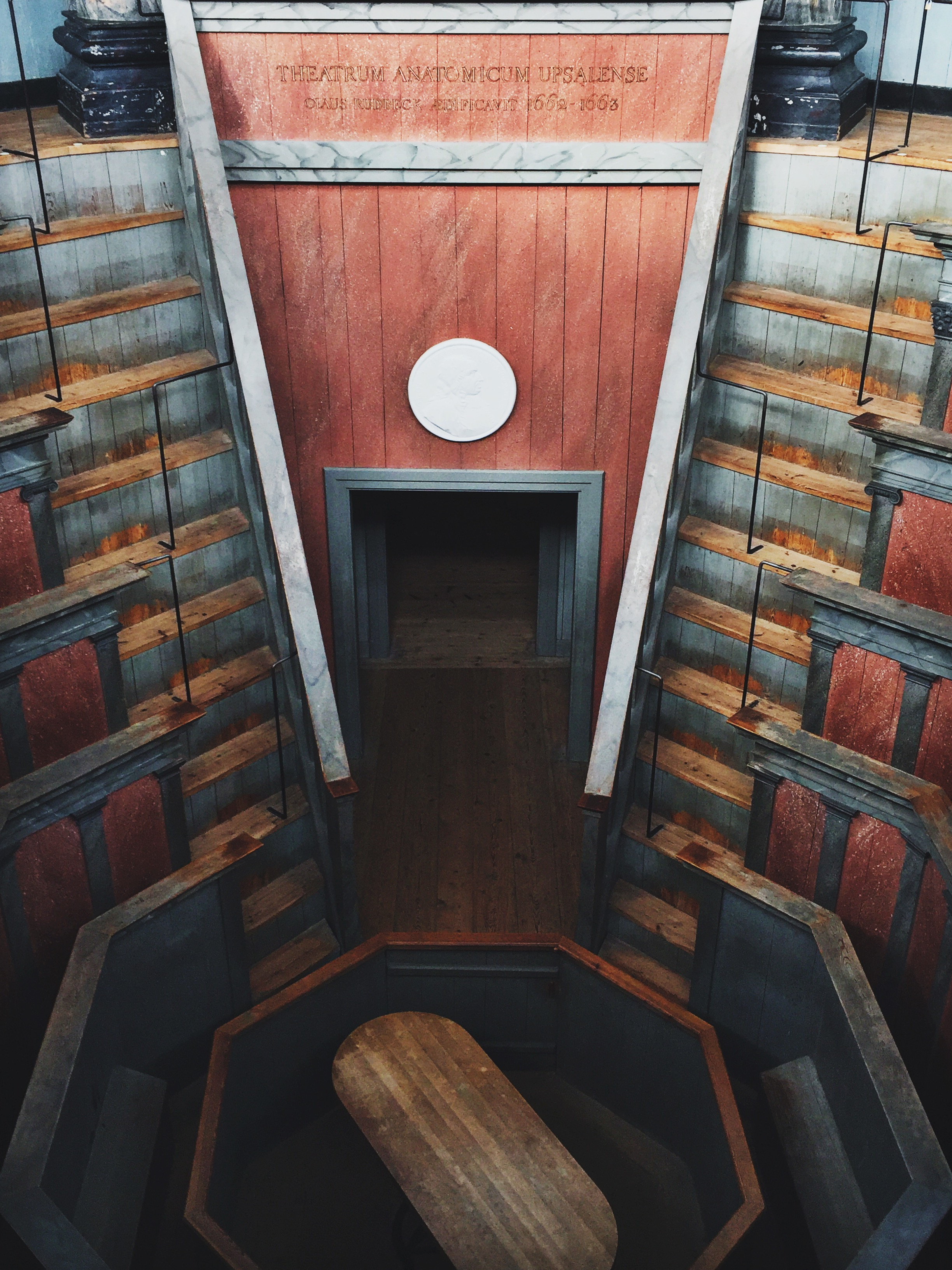
Anatomische teater im Gustavianum, Uppsala, erbaut 1662–1663

Errichtet wurde das Theatrum anatomicum in Upsala von Olof Rudbeck. Dieser Anatomieraum verfügt über eine Rundumgalerie und steil ansteigenden Sitzplätzen. Der Demonstrationsraum ist reich verziert. Die Kuppeln des Doms wurden 1662 gebaut, um das Tageslicht als Beleuchtung von oben nutzen zu können. Die Rekonstruktion der Theaterräume mit eingebauten Glaskuppeln, ist ebenfalls aus der Vorstellung der römisch antiken Theaterräume hervorgegangen. Dadurch konnte man auf seitliche Fenster verzichten.

### Kopenhagen (1644)
1644 war das „Theatrum Anatomicum“ im „Domus Anatomica“ eingerichtet worden, 1728 durch Brand zerstört. In Kopenhagen war das anatomische Theater einerseits dadurch gekennzeichnet, dass der Raum und die Ränge in den Boden versenkt worden sind. Anderseits war das Theater ein eigens verrichteter Bau, was als große Innovation galt. Es verfügte des Weiteren noch über zwei Nebenräume, die unter anderem zur Aufbewahrung der Materialien und den Geräten diente.

## Anatomische Theater in Deutschland

### Heidelberg (1391)
Zwei Jahre nach der Gründung der Heidelberger Universität wurde 1388 eine medizinische Fakultät eingerichtet. Seit 1391 befand sich in einem Haus in der Dreikönigstraße ein „Theatrum Anatonicum“. 1771 fand ein Umzug in ein anderes Haus statt. 1805 kam das Anatomische Theater in den Chor des säkularisierten Dominikanerklosters in die Brunnengasse.

### Jena (1629)
1629 errichtete Werner Rolfinck das erste Anatomische Theater in Jena und führte auch öffentliche Leichensektionen durch, womit er erhebliches Aufsehen erregte. Eine andere Quelle gibt als Entstehungsjahr 1654–55 an.

### Altdorf bei Nürnberg (1657)
Moritz Hoffmann, der in Padua studiert hatte, eröffnete 1657 an der Universität Altdorf ein Anatomisches Theater. Es wurde nach Art eines Amphitheaters errichtet.

### Nürnberg (1669)
Zunächst im Findlingshaus, ab 1671 im Refektorium des Katharinenkloster.

### Bremen (1685)
Johann Friedrich von Cappeln (1646–1714) ließ als Professor der medizinischen Fakultät am Gymnasium illustre eine sogenannte Anatomiekammer errichten, die am 2. Mai 1685 mit einer Zergliederung eröffnet wurde.

### Leipzig (1704)
Am 10. September 1704 wurde in Leipzig an der medizinischen Fakultät der Universität feierlich ein Anatomisches Theater durch Johann Christian Schamberg im ersten Stockwerk des Paulinums eröffnet. Nachdem es baufällig geworden war, fand 1818 eine umfangreiche Renovierung statt.

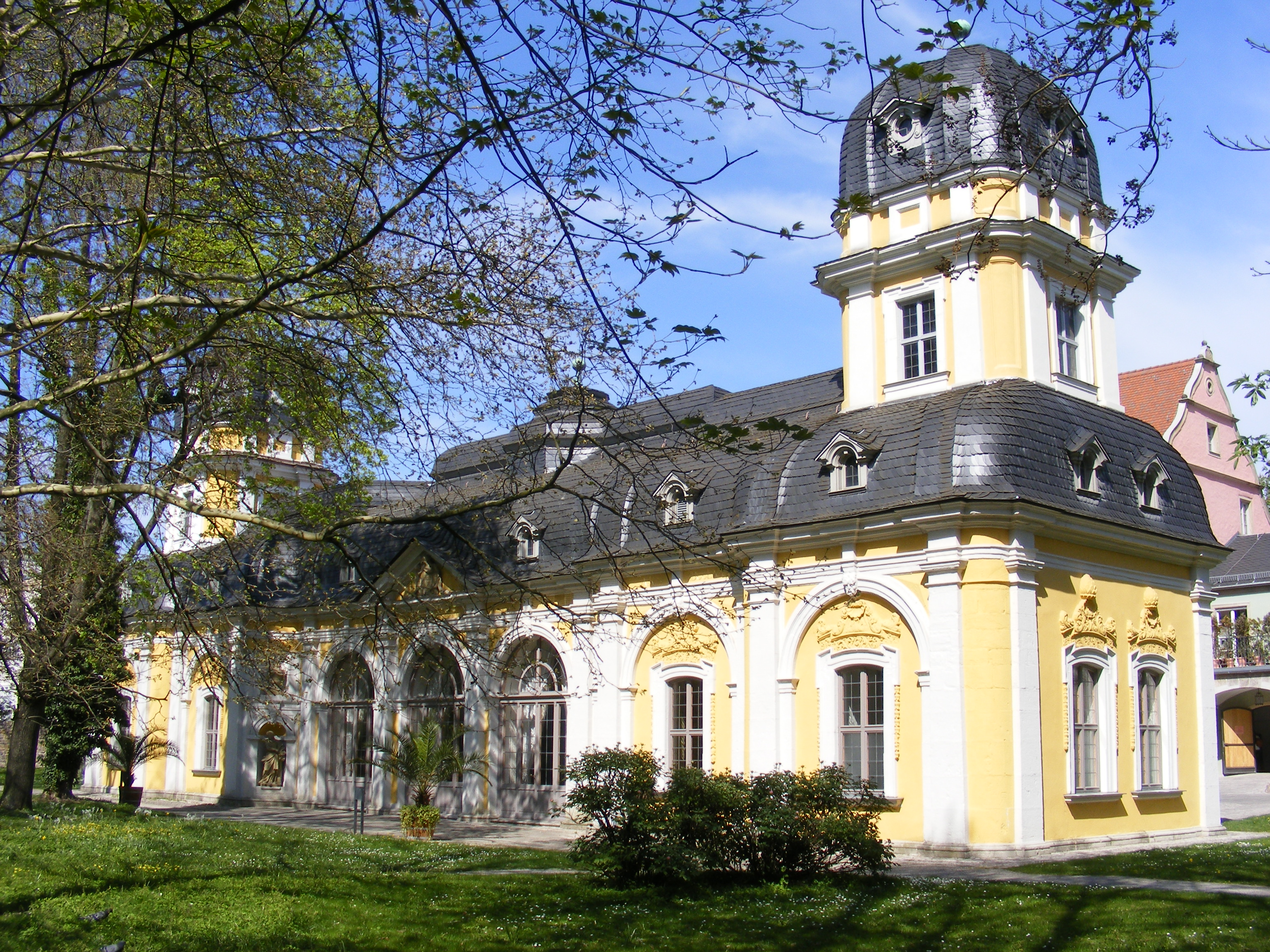
Ehemaliges Theatrum anatomicum in Würzburg

### Würzburg (1726)
Unter Leitung des Anatomieprofessors Johann Simon Bauermüller entstand aus dem zwischen 1705 und 1714 (von Joseph Greissing errichteten) Gartenpavillon im Botanischen Garten des Würzburger Juliusspitals ein von 1727 bis 1853 als Theatrum anatomicum, das nicht nur der anatomischen Forschung, sondern auch pathologischen und gerichtsmedizinischen Untersuchungen diente, unter anderem von Albert von Kölliker und Rudolf Virchow genutztes Gebäude, das von 1786 bis 1788 durch Carl Caspar von Siebold noch baulich erweitert worden war. Das 1945 zerstörte Gebäude wurde 1958 als Festsaal wieder aufgebaut.

### Berlin (1717)

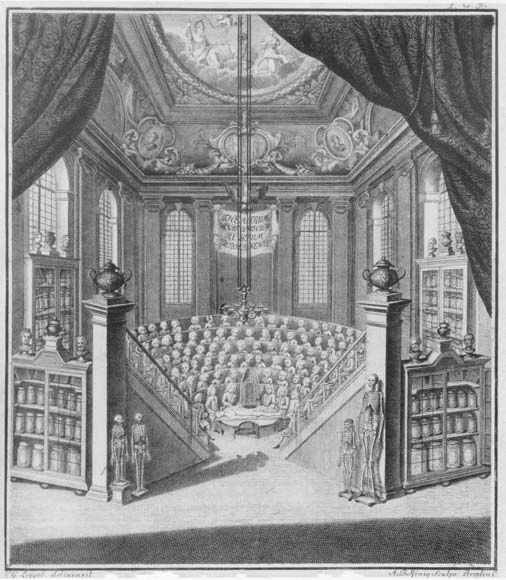
Anatomisches Theater in Berlin (1720)

1713 wurde an der Sozietät der Wissenschaften ein Kollegium für Anatomie gebildet und bis 1717 das erste Anatomische Theater für die Humanmedizin (in exercitus populique salutem) in Berlin im nordwestlichen Eckpavillon des Königlichen Marstalls eingerichtet. Zunächst stand das medizinisch-anatomische Kollegium allen Studierenden offen, wurde aber 1724 auf Druck von König Friedrich Wilhelm I. zu einer Militäreinrichtung, dem Medizinisch-chirurgischen Kollegium, und war ausschließlich für die Ausbildung von Wundärzten zuständig. Später war das Kollegium auch wieder für Nicht-Militärs zugänglich und ging mit der Gründung der Universität an deren medizinische Fakultät über. Für das Militär wurde als Ersatz 1811 eine Medizinisch-Chirurgische Akademie für das Militär gegründet. Das alte Anatomische Theater wurde weiterhin genutzt.

### Berlin (1789/90)

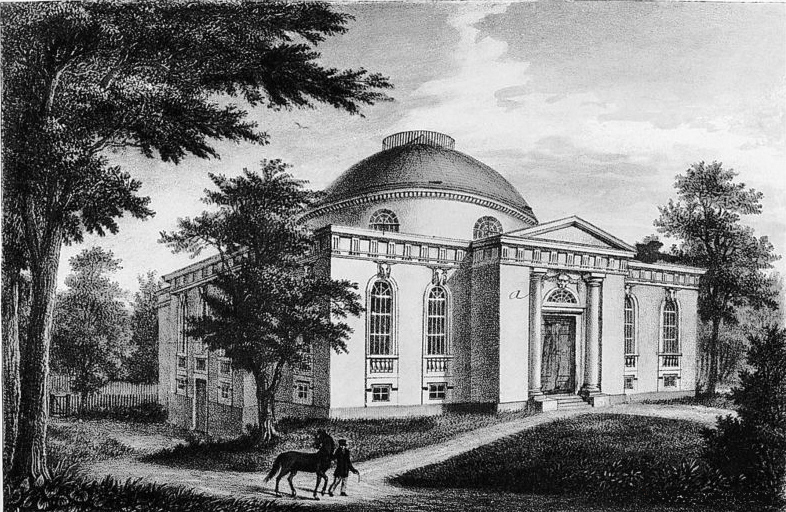
Anatomische Theater der Tierarzneischule in Berlin (ca. 1800)

1787 verfügte König Friedrich Wilhelm II., eine Tierarzneischule in Berlin einzurichten, weil „der Schaden, der aus Mangel an guten Ross- und Viehärzten entstanden, für das Land und die Cavallerie von allertraurigsten Folgen“ sei. Das Anatomische Theater der Tierarzneischule wurde 1789/90 von Carl Gotthard Langhans als frühklassizistisches Gebäude in Anlehnung an Andrea Palladios Rotonda erbaut.

## Die Ausstattung
Ab dem 18. Jahrhundert ging eine Ausweitung des Raumbedarfs vor sich. Zu den Räumlichkeiten des anatomischen Theaters gehörten neben dem öffentlichen Demonstrationsraum auch ein privater Arbeitsraum, ein Sammlungsraum sowie eine „Anatomische Küche“. Die Küchen dienten vor allem der Knochenpräparierung, -der Knochenreinigung und dem Kochen.
Auch die Ausstattung an Materialien wurde immer vielfältiger. Rasierklingen, Messer und kleine Sägen waren die wichtigsten Werkzeuge beim Sezieren.

### Die Dekoration
In Bologna gab es zum Beispiel zahlreiche Holzskulpturen von Hippokrates und berühmten Anatomen an den Wänden und an der Decke, was darauf hinweist, dass das Theater gleichzeitig ein Ort war, wo die großen Vorreiter dieser Disziplin geehrt wurden. Des Weiteren war der Raum in Bologna mit Holztäfelungen und Chorgestühl ausgeschmückt.
In vielen Abbildungen sind die Worte „memento mori“ zu sehen, was die Konfrontation mit dem Tod mit sich brachte, also mit dem Körper als vergänglichem Leib. Man sollte sich bewusst sein, dass man eines Tages sterben wird.
Leiden besaß eine Rundumgalerie von Porträts mythischer und historischer Helden. Eine weitere Besonderheit waren die Schaukästen und Präparate, die zur Schau gestellt wurden.
Das Theatrum anatomicum in Amsterdam erhält seinen einzigartigen dekorativen Charakter durch einen prunkvollen Kronleuchter, der über dem Seziertisch hängt.

## Organisation
Die Sektionen wurden in der Regel von Studenten organisiert, die sich in verschiedenen Positionen und Hierarchien befanden: ein Rektor (eine ausgewählte Studentenposition), zwei consiliarii (Präsidenten der „Studentennationen“) und zwei massarii (Seniorenstudenten, die unter anderem für den Erwerb von Leichen und Instrumenten verantwortlich waren).
Die Veranstaltungen fanden vor allem in den Wintermonaten statt und dauerten ungefähr sechs Wochen.
Die öffentlichen anatomischen Demonstrationen hatten vor allem im 16. Jahrhundert einen feierlichen Charakter: Sie waren akademische Veranstaltungen und wurden von einem rituellen feierlichen Rahmen umgeben, denn der Umgang mit dem Tod musste in einem sakralen Ambiente vollzogen werden, es musste Abbitte dafür geleistet werden. Gabriele Falloppio bezeichnet diese mit dem Wort „feste“. (lat. festus: feierlich, festlich, „religiöse und weltliche Feierlichkeiten, die außerhalb der Tagesroutine einer menschlichen Kultur stehen.“) Dadurch wird auf das Spektakuläre dieser Demonstrationen hingewiesen. Zum Beispiel wurden in Bologna Sektionen in besonders feierlichem Rahmen gehalten: funzione dell’anatomia. Hier fanden Sektionen auch in der Karnevalszeit statt, weil diese einen feierlichen Charakter hatten und an die Vergänglichkeit des Menschen erinnerten. Die Besucher mussten Masken tragen und die Veranstaltungen waren unter anderem von Witzen begleitet. Interessant daran ist es den kulturellen Status einer Gesellschaft zu analysieren: Wie inszeniert eine Gemeinde den Umgang mit dem Tod und dem Unerklärlichen?

## Vorgehensweise
Am Anfang des 16. Jahrhunderts hatten die öffentlichen anatomischen Demonstrationen eine Einführungsfunktion: sie galten für die neuen Studenten als Einführungen in das Studium. Deswegen, und weil diese Aufführungen vor einer großen Anzahl von Personen gehalten wurden, wurden diese von Jacopo Berengario (Professur in Bologna) anatomia communi (lat. üblich, gewöhnlich/gemeinsam) genannt. Somit bieten die ersten anatomische Aufführungen nur allgemeines anatomisches Wissen und nicht eine Darstellung von ganz bestimmten Untersuchungen am menschlichen Körper (wie zum Beispiel Krankheiten).

Historia corporis humani

Zum Beispiel notierte Benedetti in seiner 1498 in Venedig erschienenen Schrift „Anatomica, sive historia corporis humani“, dass die Leiche eine normale, generelle Struktur haben soll, sie soll auch nicht zu dünn und auch nicht zu dick sein. Nach bestimmten Merkmalen, Eigenschaften und Anomalien des Körpers wurde nicht gesucht.
In den ersten anatomischen Theatern des 16. Jahrhunderts spielte aber das Gesehene eine kleinere Rolle als das Gesprochene. Für Alessandro Benedetti zum Beispiel war der Prozess der Dissektion weniger wichtig. Der Anatom (Dozent, doctores extraordinarii), der aus Mondinos Anathomia (1316, auf den Schriften von Galen basierende Texte) las, stand im Mittelpunkt der Sektionen und spielte eine wesentlichere Rolle als die Leiche. Seine Worte waren die Basis der anatomischen Lehre, eine Tatsache, die die Kultur des medizinischen Humanismus während der Renaissance widerspiegelte. Ein Vorführer (doctores ordinarii) zeigte dem Dissektor die Körperteile, über die der Anatom las und die geschnitten werden mussten. Der Vorführer bewies durch Zeigen das, was der Dozent sprach. Dafür wird das Wort „declaret“ (deklamieren) benutzt. Manchmal wurden die Rollen des Lektors und des Vorführers von derselben Person ausgeführt. Die Sektionen wurden nicht von den Anatomen gemacht, sondern bspw. von einem Chirurgen, Wundarzt oder Barbier. Es wurde genau nach der vorgelesenen Schrift gehandelt und nicht nach Sehen und Beobachten.
Die Hierarchisierung im Rahmen der anatomischen Aufführungen zeigt, dass diese einen formellen Charakter hatten und Gelegenheiten für die beteiligten akademischen Persönlichkeiten waren, ihre Macht und ihr Prestige zu festigen und ihre Autorität dem Publikum zu demonstrieren. Kontrolle über das Geschehene zu haben und das bekannt zu machen, war wesentlich in einer öffentlichen Zurschaustellung.
William Heckscher meint in seinem Buch Rembrandt’s Anatomy of Dr. Nicolaas Tulp, dass wegen der Ausgabe von Rollen diese Veranstaltungen wie stilisierte Spektakel gewirkt hätten.
Durch diese Hierarchisierung, aber auch durch die räumliche und zeitliche Begrenzung, wurde das Theatralische der anatomischen Aufführungen deutlich gemacht. Diese theatrale Überformung der Leichenzergliederung ermöglichte nicht nur medizinische Erkenntnis, sondern machte zudem die Sterblichkeit, die Rollenhaftigkeit des Daseins und den göttliche Schöpfungsplan, der im Bau des menschlichen Körpers gesehen wurde, ästhetisch verhandelbar.

## Rezeption
Am Anfang des 16. Jahrhunderts nahmen vor allem Studenten und Professoren, aber auch Künstler, die ihr Wissen über die anatomischen Proportionen erweitern wollten, an den anatomischen Demonstrationen teil. Die Berichte zeigen, dass in der ersten Hälfte des 16. Jahrhunderts die Veranstaltungen mehr von Angehörigen der Fakultäten besucht wurden. Weil im Rahmen der Veranstaltungen der Anatom seine Autorität und Macht zeigen und bekannter werden konnte, wurden Einladungen an bedeutende akademische Persönlichkeiten, Vertreter des öffentlichen Lebens und Angehörige des Adels geschickt. Während im deutschsprachigen Raum die Teilnahme an den anatomischen Vorführungen relativ begrenzt war, berichtete man ab der Mitte des 16. Jahrhunderts in Italien auch von der Teilnahme von Angehörigen niederer Stände an solchen Veranstaltungen.
Ein Beweis dafür, dass das anatomische Theater in seinen Anfängen nicht unbedingt einen didaktischen Charakter hatte, ist auch die Tatsache, dass die Plätze mit der besten Leicheneinsicht nicht den Studenten vorbehalten waren, sondern den Akademikern und den höheren Staatsautoritäten. Darüber hinaus berichteten die Kritiker mehr über die rhetorischen Fähigkeiten des Anatomen als über die Sektion an sich. Weil die haptische Wahrnehmung von der optischen Wahrnehmung getrennt war und weil das Sehen eingeschränkt war, war es schwer Verknüpfungen zwischen dem Gelesenen und dem Gesehenen zu machen und somit anatomisches Wissen zu erwerben.
Das Publikum bildete so wie im Theater eine Gemeinde und musste Eintrittskarten lösen. Das Eintrittsgeld wurde vor allem für die Abdeckung der Organisationskosten benutzt.
In der breiten Masse des Volkes gab es auch Gegenstimmen, die sich wegen des christlichen Glaubens an die Auferstehung gegen die Zerstückelung und Zergliederung der Körper aussprachen. Deswegen wurden für die anatomischen Theater die Leichen der zum Tode Verurteilen und der Selbstmörder benutzt. Wegen der großen Nachfrage hat man auch Handel mit Leichen betrieben.

### Andreas Vesalius, die vesalische Revolution
In seinen Schriften De humani corporis fabrica schlägt Andreas Vesalius einen neuen Charakter der anatomischen Aufführungen vor und ändert somit das Verhältnis zwischen Leiche und Zuschauer. Er orientiert seine Praxis an den Originalschriften von Galen, der meint, dass der Mediziner auf das Geschaute und nicht auf das Gelesene vertrauen müsse. Dennoch deckt Vesal auch auf, wo sich Galen geirrt hat. Mit ihm entstand ein neues Wissenschaftsverständnis.
Nach ihm sind die privaten, intimen Sektionsdurchführungen wichtiger, weil sie durch den nichtöffentlichen Charakter einzig die Rolle haben, zu lehren und anatomisches Wissen und Erfahrung zu verbreiten. Er meint, dass im Rahmen solcher privater Veranstaltungen verschiedene Krankheiten und ganz bestimmte Themen behandelt werden konnten, während man bei den öffentlichen Sezierungen nur Allgemeines am menschlichen Körper zeigen konnte, weil auch das Publikum ein anderes war (nicht nur akademisches Publikum wie bei den privaten Sezierungen).
Vesalius ist bekannt dafür, dass er mehr Wert auf Zeigen, Sehen, Handeln, Berührung und Untersuchung der Leiche gelegt hat und weniger auf das Gesagte und auf den vorgegebenen Text. Es ändert sich dadurch der Charakter der öffentlichen Demonstrationen und die Fokussierung auf die Fähigkeit des Anatomen, die Leiche zu sezieren, tritt zurück. Somit wachsen die Anforderungen an den Anatomen. Es wurde mehr Wert auf die Untersuchung des menschlichen Körpers als auf den vorgegebenen Text und das Gesprochene gelegt. Gegen Ende des Jahrhunderts haben Medizinstudenten Sektionen durchgeführt.
Die Distanz zwischen Zuschauer und Handelnden soll verschwinden, der Student soll frei sein, die Leiche zu berühren, zu handeln und sich im Raum zu bewegen. Weil diese Distanz gebrochen wurde, gewannen die Aufführungen an Klarheit. Somit verloren die anatomischen Aufführungen ihren formellen Charakter und wurden überzeugender, beredter. Die Improvisation übernahm die Stelle der vorgegebenen hierarchischen Rollen.

## Heute
Heute lassen sich die Zeugnisse für anatomisches Theater vor allem in zu Museen umfunktionierten Gebäuden wie beispielsweise in Padua, Tartu oder auch Bologna finden. Allerdings gibt es trotz intensiver Forschung immer noch Unklarheiten beim Ablauf einer solchen Schaustellung. So ist beispielsweise immer noch ungeklärt, wie genau die Rolle der Redner definiert war. Aus dem Theatrum anatomicum in Leiden entwickelten über Generationen von Anatomen das Museum anatomicum der dortigen Universität. (Vgl. auch Museum anatomicum).
Eine neue Form der anatomischen Darstellung bietet Gunther von Hagens mit seinen Körperwelten-Ausstellungen. Hierbei häutet und präpariert er die Leichname so, dass sie in der Bewegung innezuhalten scheinen. Dadurch verstärkt sich der Eindruck, man könne „In den Körper hineinschauen“ und sehen, wie dieser im Alltag funktioniert. Allerdings ist gerade dies ein starker Kritikpunkt für viele Leute. Außerdem wird oft angeführt, dass dies kein respektvoller Umgang mit menschlichen Überresten sei, da die Körper in gewisser Weise bloßgestellt würden.